# Copa de Campeones A3 2007
La Copa de Campeones A3 2007 fue la quinta y última edición de la Copa de Campeones A3. Fue celebrada desde el 7 al 13 de junio de 2007 en Jinan, China.

## Participantes
- Seongnam Ilhwa Chunma – Campeón de la K League 2006
- Urawa Red Diamonds – Campeón de la J. League Division 1 2006
- Shandong Luneng Taishan – Campeón de la Superliga de China 2006
- Shanghái Shenhua – Subcampeón de la Superliga de China 2006

## Posiciones
| Pos. | Equipo                  | Pts. | PJ | G | E | P | GF | GC | Dif. |
| ---- | ----------------------- | ---- | -- | - | - | - | -- | -- | ---- |
| 1    | Shanghai Shenhua (C)    | 6    | 3  | 2 | 0 | 1 | 7  | 3  | +4   |
| 2    | Shandong Luneng Taishan | 6    | 3  | 2 | 0 | 1 | 7  | 6  | +1   |
| 3    | Urawa Red Diamonds      | 3    | 3  | 1 | 0 | 2 | 5  | 7  | −2   |
| 4    | Seongnam Ilhwa Chunma   | 3    | 3  | 1 | 0 | 2 | 2  | 5  | −3   |

 Fuente: 2007 A3 Champions Cup - Goal2002.com

### Resultados
Los horarios corresponden a la hora local de China (CST) – UTC+8
| 7 de junio de 2007, 18:00 | Shanghái Shenhua                      | 3:0 (1:0) | Seongnam Ilhwa Chunma | Estadio de Shandong, Jinan                                     |                                                                |
|                           | Ricard 12' · Li Gang 61' · Alonso 75' |           |                       | Asistencia: 20.000 espectadores Árbitro(s): Nobutsugu Murakami | Asistencia: 20.000 espectadores Árbitro(s): Nobutsugu Murakami |

| 7 de junio de 2007, 20:30 | Urawa Red Diamonds               | 3:4 (1:1) | Shandong Luneng Taishan                                        | Estadio de Shandong, Jinan                                 |                                                            |
|                           | Hasebe 16' · Washington 89', 90' |           | Zheng Zhi 34' · Shu Chang 58' · Živković 73' · Zhou Haibin 84' | Asistencia: 31.000 espectadores Árbitro(s): Lee Young-chul | Asistencia: 31.000 espectadores Árbitro(s): Lee Young-chul |

| 10 de junio de 2007, 16:00 | Urawa Red Diamonds | 1:0 (1:0) | Seongnam Ilhwa Chunma | Estadio de Shandong, Jinan                               |                                                          |
|                            | Washington 39'     |           |                       | Asistencia: 15.000 espectadores Árbitro(s): Wang Xueqing | Asistencia: 15.000 espectadores Árbitro(s): Wang Xueqing |

| 10 de junio de 2007, 18:30 | Shandong Luneng Taishan             | 2:1 (2:0) | Shanghái Shenhua  | Estadio de Shandong, Jinan                              |                                                         |
|                            | Živković 11' (pen.) · Zheng Zhi 35' |           | Alonso 82' (pen.) | Asistencia: 15.000 espectadores Árbitro(s): Ko Keum-bok | Asistencia: 15.000 espectadores Árbitro(s): Ko Keum-bok |

| 13 de junio de 2007, 18:00 | Urawa Red Diamonds | 1:3 (0:3) | Shanghái Shenhua                         | Estadio de Shandong, Jinan                                 |                                                            |
|                            | Tanaka 58'         |           | Ricard 10' · Chang Lin 30' · Li Gang 39' | Asistencia: 31.000 espectadores Árbitro(s): Lee Young-chul | Asistencia: 31.000 espectadores Árbitro(s): Lee Young-chul |

| 13 de junio de 2007, 20:30 | Shandong Luneng Taishan | 1:2 (0:2) | Seongnam Ilhwa Chunma        | Estadio de Shandong, Jinan                                     |                                                                |
|                            | Wang Xiaolong 80'       |           | S.S. Kim 33' · S.K. Choi 41' | Asistencia: 36.000 espectadores Árbitro(s): Toshimitsu Yoshida | Asistencia: 36.000 espectadores Árbitro(s): Toshimitsu Yoshida |

## Premios

### Campeón
|                                       |
| Bandera de la República Popular China |
| Campeón Shanghái Shenhua 1.er título  |

### Distinciones individuales
| Máximo goleador         | Jugador Más Valioso        |
| ----------------------- | -------------------------- |
| Washington (Urawa Reds) | Li Gang (Shanghái Shenhua) |

## Máximos goleadores
| Pos | Jugador             | Equipo                  | Goles |
| --- | ------------------- | ----------------------- | ----- |
| 1   | Washington          | Urawa Red Diamonds      | 3     |
| 2   | Diego Alonso        | Shanghái Shenhua        | 2     |
| 2   | Li Gang             | Shanghái Shenhua        | 2     |
| 2   | Hamilton Ricard     | Shanghái Shenhua        | 2     |
| 2   | Zheng Zhi           | Shandong Luneng Taishan | 2     |
| 2   | Aleksandar Živković | Shandong Luneng Taishan | 2     |
| 7   | Choi Sung-kuk       | Seongnam Ilhwa Chunma   | 1     |
| 7   | Kim Sang-sik        | Seongnam Ilhwa Chunma   | 1     |
| 7   | Shu Chang           | Shandong Luneng Taishan | 1     |
| 7   | Zhou Haibin         | Shandong Luneng Taishan | 1     |
| 7   | Wang Xiaolong       | Shandong Luneng Taishan | 1     |
| 7   | Chang Lin           | Shanghái Shenhua        | 1     |
| 7   | Makoto Hasebe       | Urawa Red Diamonds      | 1     |
| 7   | Marcus Túlio Tanaka | Urawa Red Diamonds      | 1     |